# Evropské rozvodí Bělotín
Evropské rozvodí Bělotín (nazývané také Předěl) je železobetonový monument označující hranici hlavního evropského rozvodí a úmoří, který byl postaven v roce 1971. Na jižní straně se rozkládá povodí řeky Bečvy (přítok řeky Moravy, povodí Dunaje) odvádějící vody do Černého moře a na severní straně se rozkládá povodí řeky Odry odvádějící vody do Baltského moře. Místo se nachází na vrcholu Jeleního kopce u silnice I/47 v Moravské bráně, mezi městem Hranice a obcí Bělotín, v katastru obce Bělotín v okrese Přerov v Olomouckém kraji. Autorem plastiky je Miloš Slezák a verše na vnitřních stranách betonových bloků složil Jan Skácel. Výška plastiky je 8 m. Dílo je doplněno žulovými fragmenty v základovém kruhovém podstavci.
V minulosti se u monumentu nacházel motorest a také zde byla hranice ledovce z období doby ledové. V současnosti je poblíž monumentu postavená také nová ocelové konstrukce s vlajkami, která také připomíná evropské rozvodí.

## Text na vnitřních stěnách monumentu
Skácelovy básnické texty jsou umístěny na bronzových deskách.
| „ | Podivuhodné místo, kde se scházejí vody a kde se rozděluje déšť. Potoky odsud spěchají na sever a na jih … | “ |

| „ | Tato voda se již nikdy více nepotká a nenávratné bývá loučení lidí a vod. Stojíte na předělu moří … | “ |

## Galerie

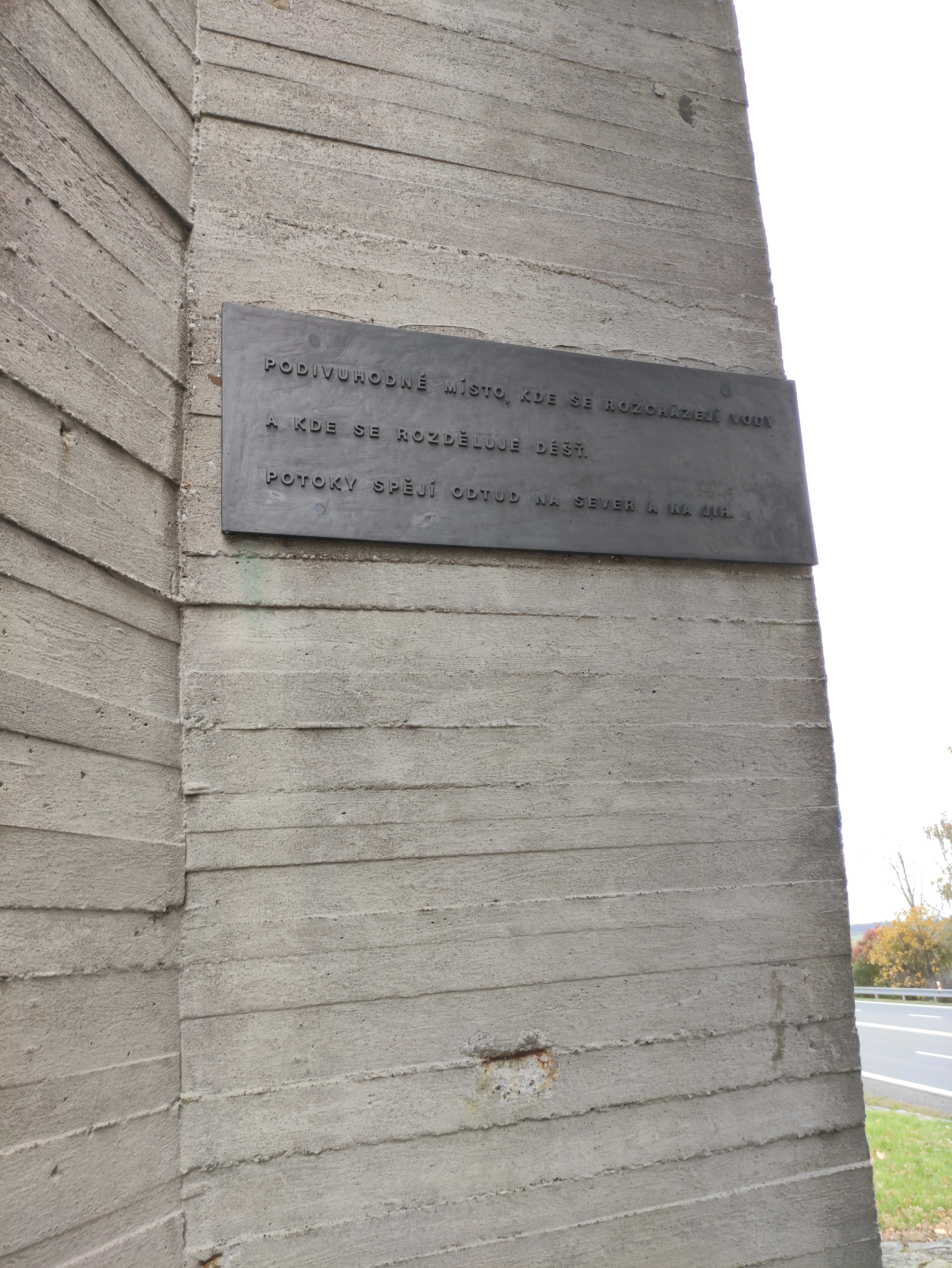
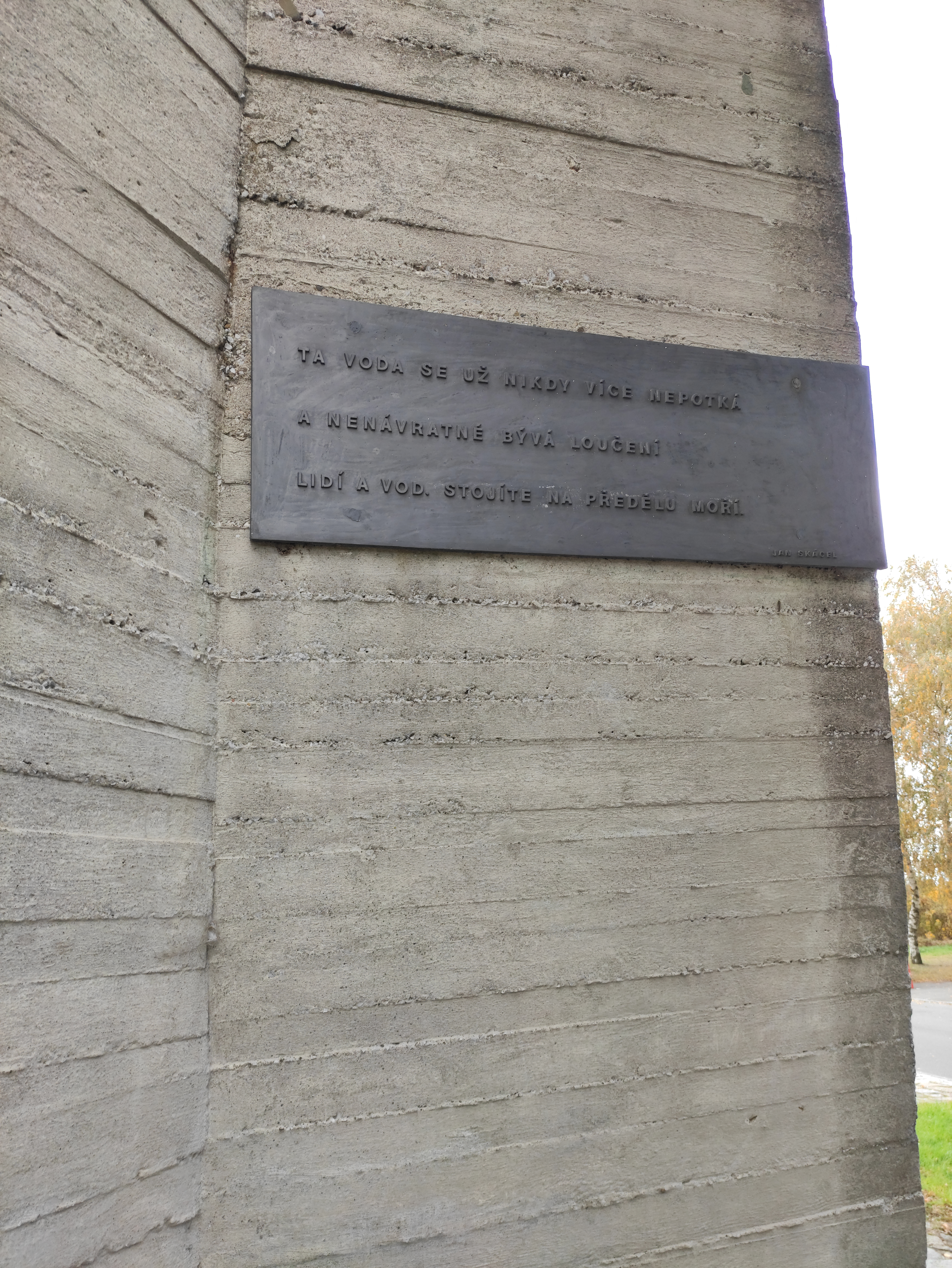
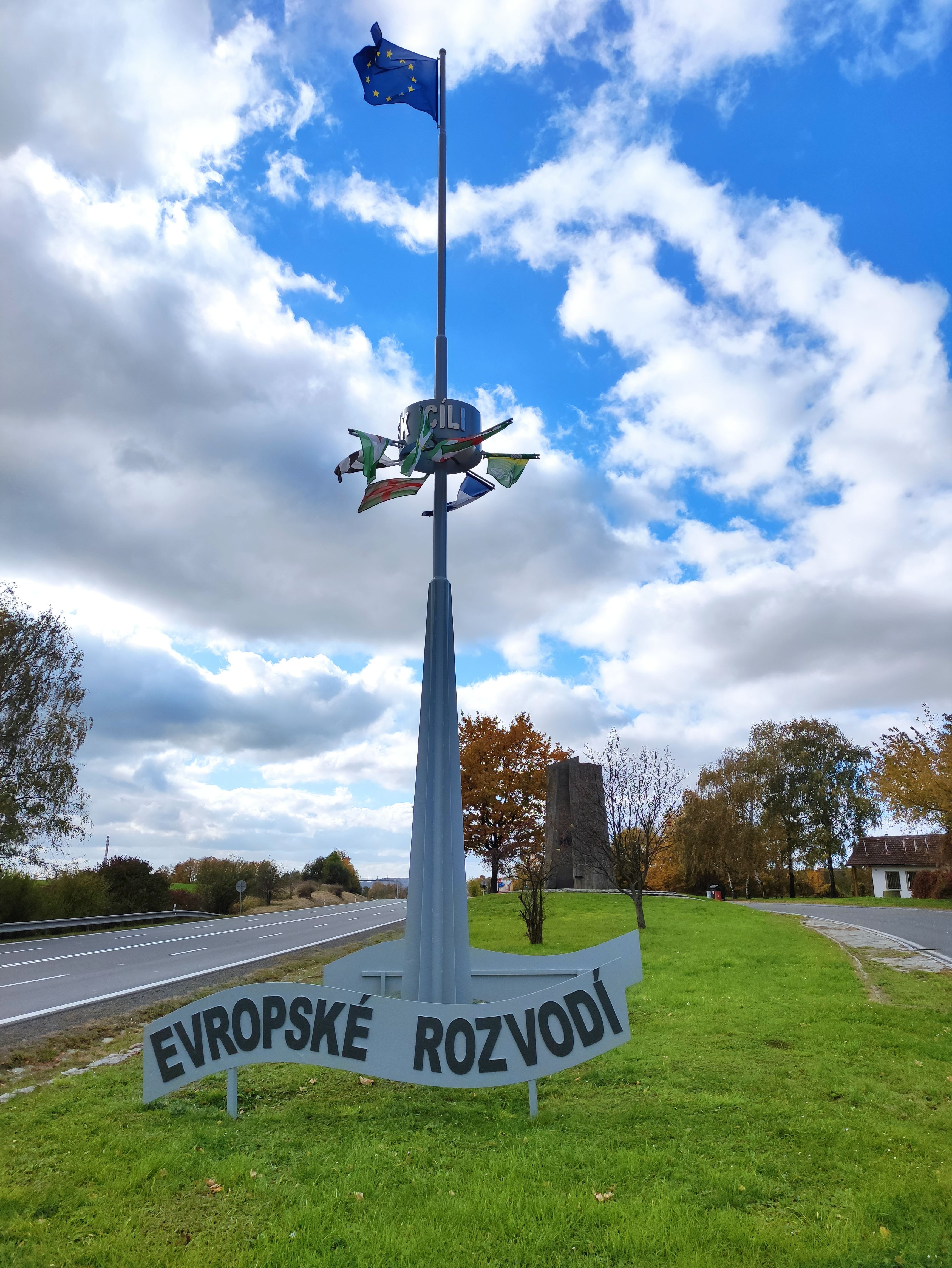
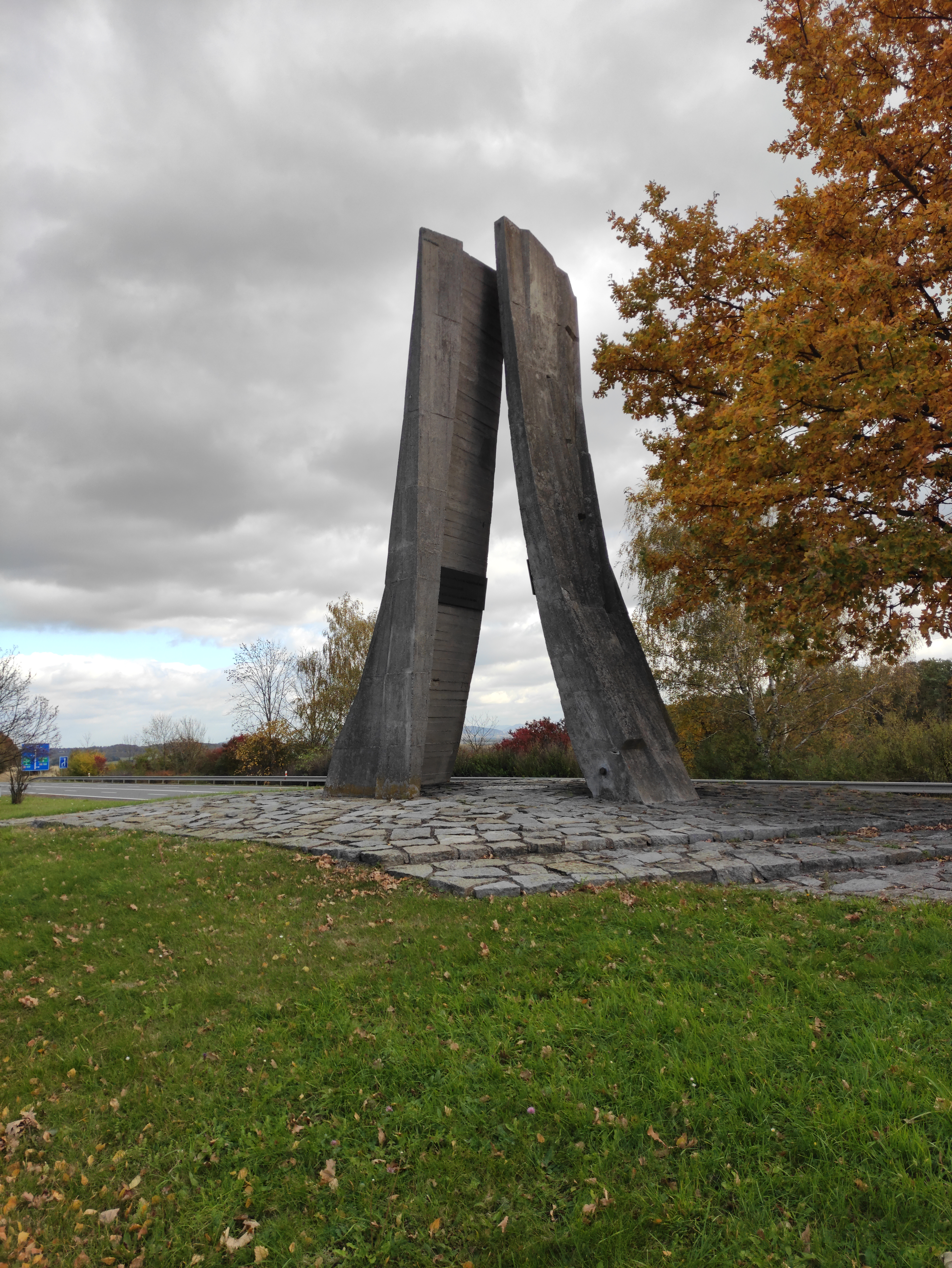
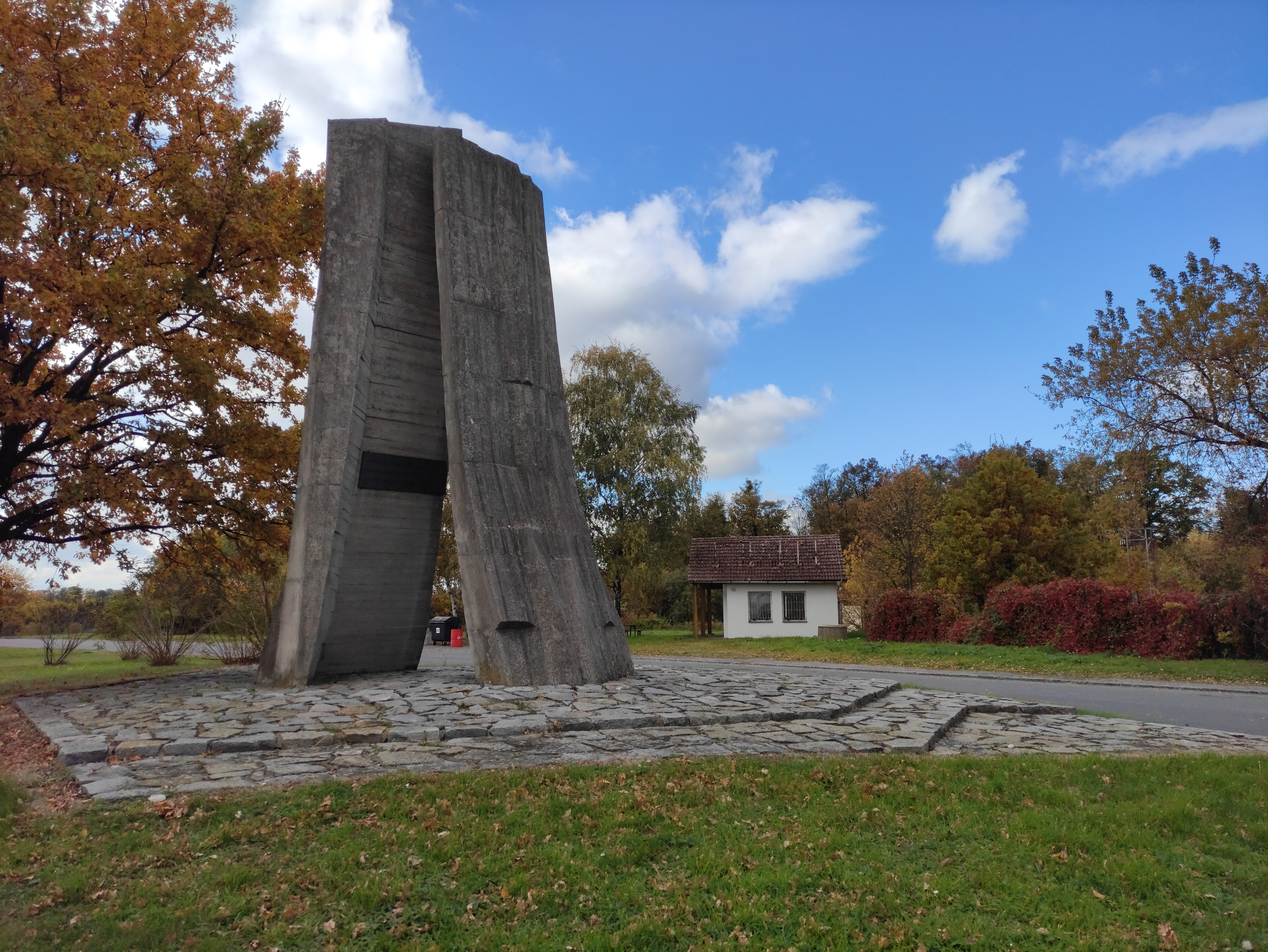
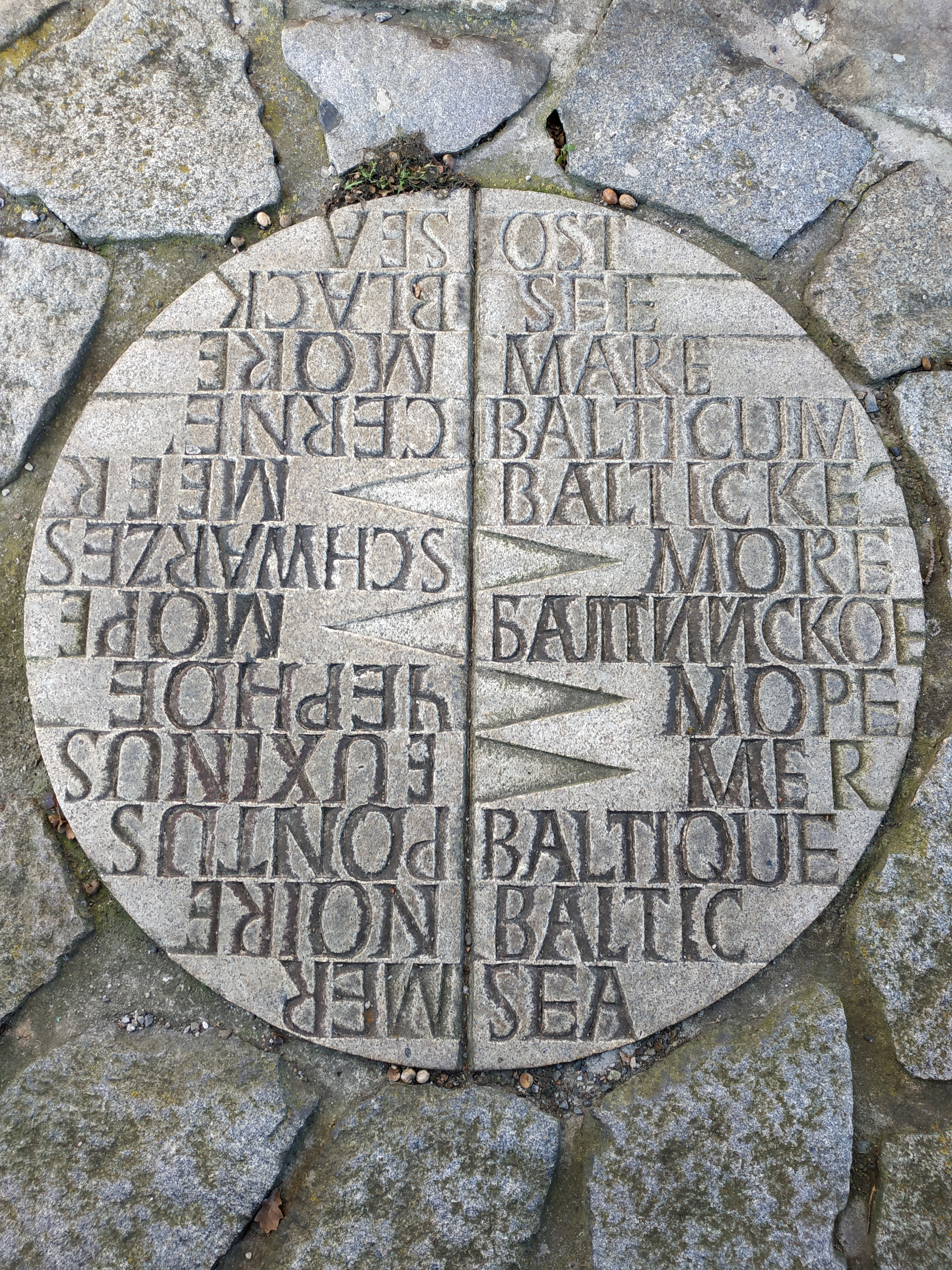
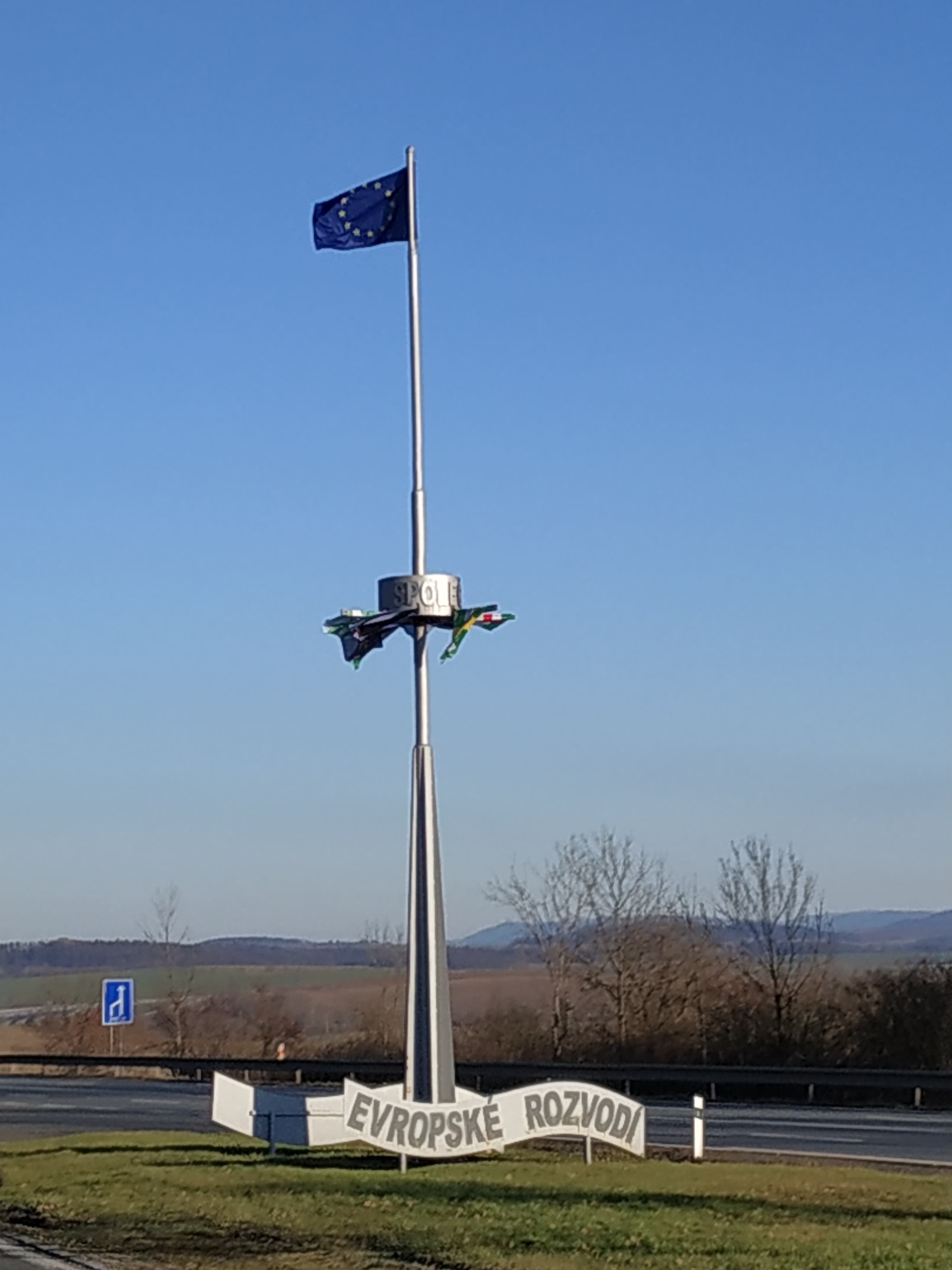